# Athlètes paralympiques neutres aux Jeux paralympiques d'hiver de 2018
La Russie a été interdite de participation aux Jeux paralympiques d'hiver de 2018 à Pyeongchang en Corée du Sud, en raison du dopage de ses athlètes lors d'éditions précédentes des Jeux. Des athlètes russes reconnus comme « propres » pourront néanmoins concourir, formant une délégation appelée « Athlètes paralympiques neutres ».

## Contexte de la participation russe
La Russie était le pays hôte des Jeux paralympiques d'hiver de 2014, à Sotchi. La révélation que « les autorités russes avaient mis au point un dispositif de dopage d’État leur permettant de falsifier les prélèvements de sportifs dopés » entraîne la suspension du Comité paralympique russe par le Comité international paralympique, privant l'intégralité des athlètes russes de participation aux Jeux paralympiques d'été de 2016 à Rio de Janeiro. La suspension du Comité paralympique russe est maintenue pour les Jeux d'hiver de 2018 mais, fin janvier 2018, le Comité international paralympique décide que « des athlètes paralympiques seront éligibles à une participation à de strictes conditions dans cinq sports en tant qu’athlètes paralympiques neutres ».
Andrew Parsons, président du Comité international paralympique, explique :
« À l'été 2016 nous avons découvert que le système antidopage en Russie était totalement compromis, corrompu et sujet à des abus. Ce qui rendait impossible de savoir quels athlètes handisport russes étaient propres et lesquels ne l'étaient pas ; il était clair qu'une participation de la Russie à une compétition handisport remettrait sérieusement en question l'intégrité et la crédibilité des compétitions sportives. [...] Dix-sept mois plus tard, la situation en Russie a changé et il important qu'une fois de plus notre décision soit proportionnée et nécessaire au vu des faits. Bien que le Comité paralympique russe demeure suspendu, il a accompli des progrès significatifs, que nous devons reconnaître. Les athlètes handisport russes sont désormais testés régulièrement, et sont parmi les athlètes handisport les plus surveillés au monde ».
En conséquence, la Russie est autorisée à présenter des athlètes dans les disciplines sportives où il reste des places disponibles : c'est-à-dire en ski alpin, en ski de fond, en biathlon, en curling et en snowboard. Aucun athlète s'étant dopé précédemment ne peut participer, et les athlètes seront rigoureusement testés avant leur sélection. Ils seront représentés par le drapeau paralympique et l'hymne paralympique, l'usage du drapeau russe leur étant interdit. Contrairement à leurs homologues aux Jeux olympiques, ils ne pourront pas faire apparaître le mot « Russie » sur leurs maillots, le Comité international paralympique étant indépendant du Comité international olympique et prenant ses propres décisions en la matière.

## Composition de l'équipe
La délégation russe est composée de 30 athlètes prenant part aux compétitions dans 4 sports.

### Biathlon et ski de fond
- Akzhana Abdikarimova
- Natalia Bratiuk
- Nadezhda Fedorova
- Marina Galitsyna - Guide : Maksim Pirogov
- Irina Guliaeva
- Mariia Iovleva
- Natalia Kocherova
- Mikhalina Lyssova - Guide : Alexey Ivanov
- Iuliia Mikheeva
- Anna Milenina
- Ekaterina Moshkovskaia - Guide : Artem Norin
- Iekaterina Roumiantseva
- Marta Zainullina

### Snowboard
- Vladimir Igushkin
- Mikhail Slinkin
- Aleksandr Tsygankov

### Curling
- Konstantin Kurokhtin
- Marat Romanov
- Daria Shchukina
- Alexander Shevchenko
- Andrei Meshcheriakov

### Ski alpin
- Aleksandra Frantseva - Guide Semen Pliaskin
- Anastasiia Khorosheva
- Mariia Papulova
- Sergey Alexandrov
- Alexander Alyabyev
- Aleksei Bugaev
- Ivan Frantsev - Guide German Agranovskii/Denis Perevozchikov
- Alexey Mikushin
- Valerii Redkozubov - Guide Evgeny Geroev
- Alexksander Vetrov